# Canard-Duchêne
Canard-Duchêne is een champagnehuis uit Ludes in de wijngaard van de Montagne de Reims. Sinds 2004 behoort het bedrijf tot de Alain Thiénot Groep. Het champagnehuis werd opgericht in 1868 door Victor Canard.
In Frankrijk is het huis het tweede grootste merk in de retailmarkt.

## Geschiedenis
In 1859 huwden Victor-François Canard, een vatenmaker, en Françoise Léonie Duchêne, de dochter van een wijnboer. In 1868 gingen zij samen verder onder de bedrijfsnaam Maison Canard-Duchêne en zij maakten champagne welke ook aan het Russische hof werd gedronken.
Tot 2003 was het champagnehuis in handen van Louis Vuitton Moët Hennessy (LVMH). In dat jaar werd het overgenomen door Thiénot Bordeaux & Champagnes. Op het moment van overname had Canard-Duchêne een jaaromzet van zo'n 50 miljoen euro op 2,8 miljoen flessen. Sindsdien heeft Canard-Duchêne een zeer sterke groei doorgemaakt naar ruim vier miljoen flessen in 2015. Daarmee is dit kwaliteitshuis het tiende grootste Champagne huis in de wereld.  

## Champagnes

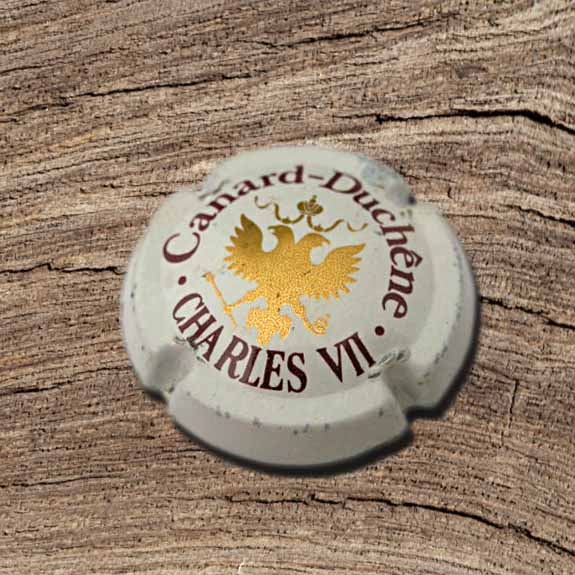
Canard-Duchêne

Het huis heeft een gamma van 13 champagnes. Hier enkele:
- Cuvée Leonie Brut: 50% Pinot Noir, 25% Pinot Meunier, 25% Chardonnay
- Grande Cuvee Charles VII Brut: 45% Pinot Noir, 30% Chardonnay, 25% Pinot Meunier
- Grande Cuvee Charles VII Blanc de Noirs: 73% Pinot Noir, 27% Pinot Meunier
- Grande Cuvee Charles VII Rose: 50% Pinot Noir, 50% Chardonnay